# Штоль, Генрих Вильгельм
Генрих Вильгельм Штоль (нем. Heinrich Wilhelm Stoll; 16 января 1819, Зехшельден — 19 июня 1890, Вайльбург) — немецкий филолог-классик, историк-антиковед и педагог.
Весной 1838 года поступил на отделение классической филологии в Гёттингенского университета. Среди его учителей там был Карл Отфрид Мюллер. Зимой 1840—1841 годов сдал государственный экзамен и с весны приступил к преподавательской работе в частной гимназии.
Автор популярных работ по греческой и римской истории и мифологии, переведенных на большинство европейских языков. Наибольшую известность принесли ему такие книги, как «Мифы классической древности» (1860), «История Древней Греции и Древнего Рима в биографиях» (1866) и «Антология греческих лириков для старших классов гимназии» (1854). Его просветительская работа стоит у истоков традиции популярного изложения античных мифов.
Его «Мифы классической древности» уже в 1867 году были полностью переведены на русский язык В. И. Покровским и П. А. Медведевым. Вплоть до Первой мировой войны, когда увидела свет книга Н. А. Куна «Что рассказывали древние греки и римляне о своих богах и героях» (М.: Тов-во И. Н. Кушнерева и Ко, 1914; переизд. 1922), она служила главным пособием по античной мифологии не только для немецких, но и для российских студентов и гимназистов. Известный советский философ-античник А. Ф. Лосев указывал на неё как «самое подробное изложение троянских мифов».
Популярной в Российской империи была также книга Г. В. Штоля «История Древней Греции и Древнего Рима в биографиях», русский перевод которой впервые был издан в 1896 году. В СССР она ни разу не выходила, и лишь в 1992 году в Минске увидело свет переиздание её первой части под заглавием «Герои Греции в войне и мире». В дальнейшем она неоднократно переиздавалась в РФ и Республике Беларусь отдельными частями, посвящёнными, соответственно, Греции и Риму.

## Издания на русском языке
- Штоль Г. Герои Греции в войне и мире. История Греции в биографиях / Пер. под ред. В. Г. Васильевского. — 2-е изд. — СПб.: Изд. О. И. Бакста, 1879. — 431 с.
- Штоль Г. В. Мифы классической древности = Die Sagen des classischen Alterthums: В 2 тт. / Пер. с нем. Н. Н. Аникушина. — М. Высшая школа, 1993. — 272 с. + 300 с.
- Штоль Г. В. Герои Греции в войне и мире. — М.: Алетейя, 2000. — 456 с.
- Штоль Г. В. Мифы древности / Пер. с нем. В. И. Покровского, П. А. Медведева. — 2-е изд. — Мн.: Университетское, 2001. — 496 с.: ил. — ISBN 985-09-0338-4.
- Штоль Г. В. История Древнего Рима в биографиях. — Смоленск: Русич, 2003. — 574 с. — (Популярная историческая библиотека). — ISBN 5-8138-0511-7.